# 翠星チークダンス
翠星チークダンス（すいせいチークダンス）は、吉本興業（大阪本社）所属のお笑いコンビ。2014年結成。NSCでは大阪校37期及び東京校20期出身と同期扱い。大阪市平野区住みます芸人であり、よしもと漫才劇場に出演中。旧コンビ名、いなかのくるま。

## メンバー
ちろる（1996年6月3日 - ）（29歳）
ツッコミ担当。
- 本名、太田 千尋（おおた ちひろ）。事務所の先輩である太田博久（ジャングルポケット）の妻にあたる近藤千尋の結婚後の本名と同姓同名。
- 大阪府東大阪市出身、大阪学芸高等学校卒業。
- 身長162 cm、体重58 kg。血液型A型。
- 趣味はDVD鑑賞、グッズ収集、写真撮影、アニメ、漫画に勝手にアフレコをすること。
- 特技はあざといLINE、ジャニーズの知識、人数分の割り箸を見ずに掴めること。
- 大倉忠義（SUPER EIGHT）のファン。
- 「マンゲキ版オシャレ芸人ランキング2022」にて第23位にランクイン（よしもと漫才劇場所属の女性芸人の中ではハイツ友の会の2人に次ぐ第3位）。
- 2015年4月1日にデビューしたため、よしもと漫才劇場所属の女性芸人の中ではゆりやんレトリィバァ（NSC大阪35期）、りえちゃん（オーサカクレオパトラ、NSC大阪36期）に次ぎ3番目に芸歴が長い（2025年6月現在）。
- 天才ピアニスト、西野（元ハイツ友の会）は年齢は上であるが後輩に当たるため、ちゃん付けで呼んでいる。ただし大国（爛々）はさん付けで呼んでいる。

木佐 凌一朗（きさ りょういちろう、1996年10月12日 - ）（28歳）
ボケ・ネタ作り担当。
- 大阪府堺市出身、大阪市立咲くやこの花高等学校・追手門学院大学心理学部卒業。
- 身長172 cm、体重63 kg。血液型O型。
- 趣味は漫画を年間800冊読むこと、ポケモンカード、お笑いライブ鑑賞。
  - ポケモンカードは公認ジャッジ・イベントオーガナイザーの資格を持っている。

- 特技は次にくる漫画の紹介、カズーの演奏、うどんの早食い。
- 「マンゲキ版オシャレ芸人ランキング2022」にて第9位にランクイン（ベスト10入りは今回が初）。
- 小中高大といじめられていた。

## 来歴・芸風
主に漫才。初期はちろるが偏見と毒舌を振りかざすネタをメインとしていた。近年は木佐が女々しいキャラクター、ちろるがサバサバしたキャラクターを演じてジェンダーロールを逆転させたような漫才を得意としており、ボケとツッコミがネタ次第で入れ替わる芸風となっている。
元々はそれぞれ別のコンビで活動していたが、大学受験をきっかけに解散。しかし「ハイスクールマンザイ」を諦めきれなかった木佐がちろるを誘い、高校3年時に「ハイスクールマンザイ2014」で優勝を果たす。優勝特典としてNSCへ特待入学できる権利を得たが、あえてNSCには通わずオーディションを受けて吉本に入った。「いなかのくるま」というコンビ名は、ハイスクールマンザイ優勝者発表の際に「オール巨人師匠に変なコンビ名を呼ばせたい」といった思いから名付けた。
2015年4月1日から吉本興業で活動を開始。大阪NSC37期（9番街レトロ京極、たくろう赤木、チェリー大作戦ねんど、生ファラオなど）と同期扱いである。18歳でプロデビューしたため、年上の後輩芸人が多い（天才ピアニスト、フースーヤ、爛々大国、元ハイツ友の会西野、ファンファーレと熱狂など）。
2017年、第二回上方漫才協会大賞でトータルコーディネート賞を受賞。
2020年、M-1グランプリ2020にて準々決勝に初進出。
同年10月18日開催の単独ライブ「金木犀のような恋だった」にて、翌年から「翠星チークダンス」として活動していくことを発表。2021年1月を以て正式に改名した。新たなコンビ名は、先輩の原田泰雅（ビスケットブラザーズ）が提案した「チークダンス」をアレンジしたものが由来。いなかのくるま時代はちろるが「プップー」と発するツカミをしていたが、改名後はしていない。
2022年2月にはNHK大阪の漫才特番『漫才祭り2022 お笑い合戦冬の陣』に若手代表として出演。
2023年、ちろるがりえちゃん（オーサカクレオパトラ）とのユニット「大阪オドリバ娘」でTHE Wの準決勝に進出。同年11月、第10回NHK新人お笑い大賞の決勝に進出した。プロデビューしてからの賞レース決勝進出は今回が初となる。
2025年、ytv漫才新人賞決定戦にて準優勝。

## 単独ライブ
2017年
- 2月25日「片想いの逆襲」（よしもと漫才劇場）※初単独

2018年
- 4月13日「ジャンピングカー“好きになるその瞬間を”」（道頓堀ZAZA HOUSE）
- 8月7日「ジャンピングカー“君のいない夏になくしたものを探して”」（道頓堀ZAZA POCKET'S）
- 9月27日「ジャンピングカー“今夜きみが怖い夢を見ませんように”」（道頓堀ZAZA HOUSE）
- 12月22日「あなたがいないと世界はこんなにつまらない」（よしもと漫才劇場）

2019年
- 2月28日「ジャンピングカー“渡せなかったチョコレート”」（道頓堀ZAZA HOUSE）
- 9月23日「君と残った文化祭前日」（道頓堀ZAZA HOUSE）

2020年
- 10月18日「金木犀のような恋だった」（よしもと漫才劇場）

2021年
- 3月29日「素敵な夜はあなたと踊って」（よしもと漫才劇場）
- 8月20日「花火を見る君の横顔を見ていた」（よしもと漫才劇場）

2022年
- 1月16日「君との日々を忘れてしまっても」（よしもと漫才劇場）
- 8月27日「あなたを知らずにいたかった」（よしもと漫才劇場）

2023年
- 4月7日「アラームをかけずに君と眠りたい」（よしもと漫才劇場）
- 12月25日「泣き疲れて朝が来る」（よしもと漫才劇場）

2024年
- 12月14日「一目惚れだったよ」（よしもと漫才劇場）

2025年
- 5月31日「君がいないだけ」（よしもと漫才劇場）
- 6月28日「あなたと出会えただけ」（渋谷よしもと漫才劇場）※初の東京開催

## 出演番組

### テレビ
- ウケタモンガチ!（読売テレビ）
- 漫才スプリング（テレビ大阪）
- ytv漫才新人賞選考会ROUND2（読売テレビ）
- ytv漫才新人賞選考会ROUND3（読売テレビ）
- キラりん滋賀（びわ湖放送）
- あさパラ!（読売テレビ）
- 漫才のDENDO（テレビ朝日）
- ミナタン（J-COM）
- ネタ祭り!2021春!!（テレビ朝日）
- 2時45分からはスローでイージーなルーティーンで（関西テレビ、2021年7月29日、9月2日、10月8日・14日、11月2日・5日）

### ラジオ
- 週刊ヤングフライデー（MBSラジオ、2016年5月27日）
- ますます!ハイヒール（MBSラジオ、2017年2月12日）
- 兵動大樹のほわ〜っとエエ感じ。（ABCラジオ、2017年2月17日）
- サンデーライブ ゴエでSHOW!（MBSラジオ、2017年2月19日）
- ユリヤンスタジオランド（エフエムあまがさき、2017年6月3日）
- トットのNEXT芸人コレクション（ラジオ大阪、2017年6月27日）
- 祇園のNEXT芸人コレクション（ラジオ大阪、2018年12月11日）
- モーニングライダー（FM大阪）
- まんげきミッドナイトパーティー!（MBSラジオ） ※木佐のみ
- 俺たちかまいたち（ABCラジオ）
- カウスミュージックトーク（ABCラジオ）
- Majiraji（コーナー:ギャラ800円!）（Yes-FM、2021年7月17日）
- 翠星チークダンスのオンスト（Yes-FM、2022年11月21日）
- ABCミュージックパラダイス（ABCラジオ、2023年4月5日 - ）- 水曜パーソナリティ ※ちろるのみ
- 翠星チークダンスのまどぎわ（stand.fm、2025年4月2日 - ）- 毎週水曜21時更新 ※初月を除き、隔週で有料購読者限定回を配信

## 賞レースなどでの戦績

### M-1グランプリ
| 年度             | 結果         | エントリー No. | 会場                           | 日程     | 備考                       |
| ---------------- | ------------ | -------------- | ------------------------------ | -------- | -------------------------- |
| 2015年（第11回） | 3回戦進出    | 1236           | よしもと漫才劇場               | 10月27日 | 「いなかのくるま」時代     |
| 2016年（第12回） | 3回戦進出    | 1000           | よしもと漫才劇場               | 10月19日 | 「いなかのくるま」時代     |
| 2017年（第13回） | 2回戦進出    | 1362           | YES THEATER                    | 10月10日 | 「いなかのくるま」時代     |
| 2018年（第14回） | 3回戦進出    | 345            | よしもと漫才劇場               | 10月22日 | 「いなかのくるま」時代     |
| 2019年（第15回） | 3回戦進出    | 1758           | よしもと漫才劇場               | 10月30日 | 「いなかのくるま」時代     |
| 2020年（第16回） | 準々決勝進出 | 238            | なんばグランド花月             | 11月16日 | 「いなかのくるま」時代     |
| 2021年（第17回） | 3回戦進出    | 2021           | よしもと漫才劇場               | 10月26日 | 「翠星チークダンス」改名後 |
| 2022年（第18回） | 3回戦進出    | 1460           | よしもと漫才劇場               | 10月25日 | 「翠星チークダンス」改名後 |
| 2023年（第19回） | 3回戦進出    | 2              | よしもと祇園花月               | 10月29日 | 「翠星チークダンス」改名後 |
| 2024年（第20回） | 3回戦進出    | 232            | COOL JAPAN PARK OSAKA TTホール | 10月29日 | 「翠星チークダンス」改名後 |

### その他
- 2014年 第6回ハイスクールマンザイ - 優勝[5]
- 2016年 ytv漫才新人賞選考会 - Round2 第6位
- 2017年 ytv漫才新人賞選考会 - Round3 第9位
- 2017年 第2回上方漫才協会大賞 - トータルコーディネイト賞[13]
- 2023年 第10回NHK新人お笑い大賞 - 本戦進出[18]
- 2024年 ytv漫才新人賞選考会 - Round1 第1位[21]
- 2025年 ytv漫才新人賞決定戦 - 準優勝

## 出囃子
- 関ジャニ∞
  - 「無責任ヒーロー」
  - 「Sweet Parade」
  - 「オオカミと彗星」